# Franzensfeste

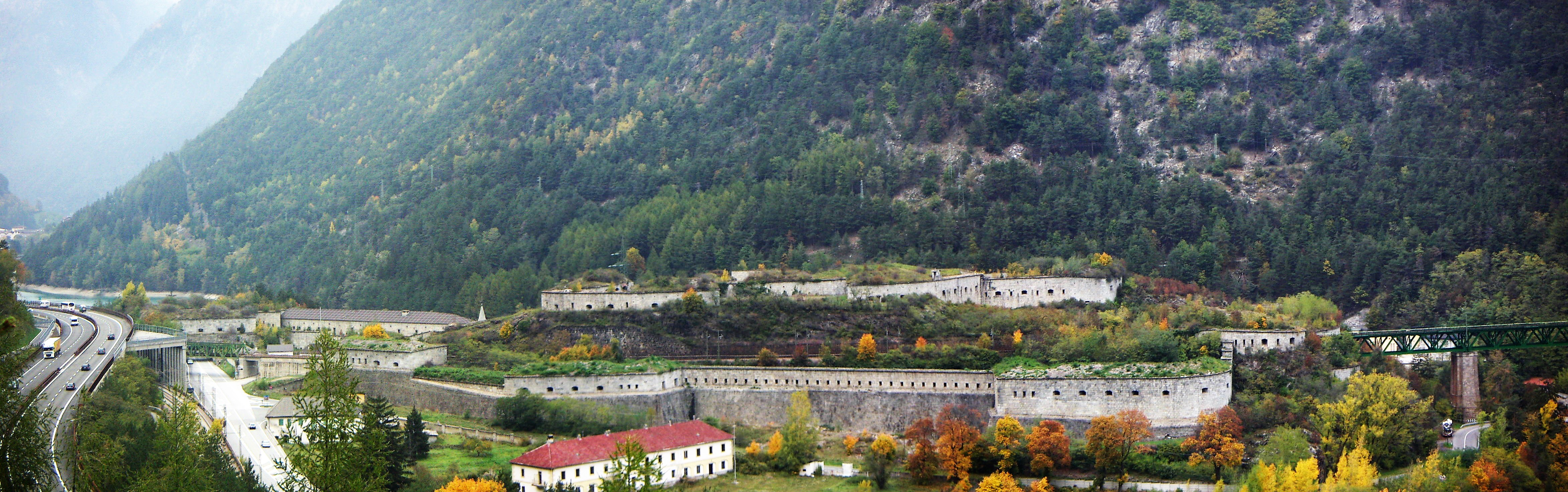
Panorama twierdzy Burg Franzensfeste

Franzensfeste (wł. Fortezza) – miejscowość i gmina we Włoszech, w regionie Trydent-Górna Adyga, w prowincji Bolzano.
W miejscowości znajduje się była austriacka twierdza Burg Franzensfeste, wybudowana w latach 1833–1838 na polecenie cesarza Franciszka I. Miała strzec ważnego szlaku handlowego z Wenecji do Tyrolu. Nigdy nie został użyta w walkach, a jej znaczenie zaczęło maleć po utworzeniu Trójprzymierza. W przełomie XIX i XX wieku służyła jako magazyn broni i amunicji.
Po 1918 roku włączona, podobnie jak cały południowy Tyrol, w granice Królestwa Włoch.
Liczba mieszkańców gminy wynosiła 971 (dane z roku 2009). Język niemiecki jest językiem ojczystym dla 57,82%, włoski dla 40,69%, a ladyński dla 1,49% mieszkańców (2001).